# 국무위원
국무위원(國務委員)은 대한민국의 중앙행정기관의 국무회의의 구성원, 즉 각료다. 대통령을 보좌하고 국정을 심의하며 대통령이 서명한 뒤에 각 국무위원이 서명하는 부서권을 가지고 있다. 그리고 행정 각부의 장관은 국무위원 중에서 국무총리의 제청으로 대통령이 임명한다. 따라서, 국무위원이 아닌 자는 행정 각부의 장관이 될 수 없다. 국무회의에서 국무위원의 수는 15명에서 30명으로 제한되어 있다.
국무위원은 인사청문회법에 따라 인사청문회 절차를 거쳐야 하지만, 반드시 국회의 임명 동의가 필요한 특별인사청문회 대상은 아니다.

## 임명
국무위원은 국무총리의 제청하여 대통령이 임명한다. 단, 군인은 현역을 면한 후가 아니면 국무위원으로 임명될 수 없다. 국무총리는 국무위원의 해임을 대통령에게 건의할 수 있으며, 국회도 국무위원의 해임을 대통령에게 건의할 수 있다. 이때, 국회재적의원 3분의 1 이상의 발의에 의하여 국회재적의원 과반수의 찬성이 있어야 한다.

## 업무와 권한
국무위원은 국정에 관하여 대통령을 보좌하며, 국무회의의 구성원으로서 국정을 심의한다. 국무총리 또는 행정각부의 장은 소관사무에 관하여 법률이나 대통령령의 위임 또는 직권으로 총리령 또는 부령을 발할 수 있다. 국무위원은 정무직으로 하며 의장에게 의안을 제출하고 국무회의의 소집을 요구할 수 있다.
국무회의에서 의장과 부의장인 대통령과 국무총리가 모두 유고 시 아래의 순서에 따라 국무위원이 그 직무를 대행한다.
1. 기획재정부
2. 교육부
3. 과학기술정보통신부
4. 외교부
5. 통일부
6. 법무부
7. 국방부
8. 행정안전부
9. 국가보훈부
10. 문화체육관광부
11. 농림축산식품부
12. 산업통상자원부
13. 보건복지부
14. 환경부
15. 고용노동부
16. 여성가족부
17. 국토교통부
18. 해양수산부
19. 중소벤처기업부

부총리는 국무위원으로 보하며, 국무총리가 사고로 직무를 수행할 수 없는 경우에는 경제부총리 겸 기획재정부 장관, 사회부총리 겸 교육부 장관 순으로 직무를 대행하고, 국무총리와 부총리가 모두 사고로 직무를 수행할 수 없는 경우에는 대통령의 지명이 있으면 그 지명을 받은 국무위원이, 지명이 없는 경우에는 위의 순서에 따른 국무위원이 그 직무를 대행한다.

## 같이 보기
- 국무회의
- 대한민국의 중앙행정기관